# Free Studio
 (janvier 2019).
Free Studio est une suite de programmes en rapport avec l'audio, la vidéo, les DVD et le MP3. Cette suite gratuite a été développée par DVDVideoSoft Ltd. Les programmes sont téléchargeables un à un ou tous ensemble sur DVDVideoSoft.com, et en plusieurs langues.

## Aperçu
Free Studio se compose d'une cinquantaine de programmes, regroupés en huit sections : YouTube, MP3 et Audio, CD-DVD-Bluray, DVD & Vidéo, Photo & Images, Mobiles, Dispositifs Apple, 3D. La section Mobiles est la plus riche[non neutre], car elle contient 12 applications différentes. La section DVD & Video est la deuxième la plus riche avec 10 applications. Toutefois, la section de YouTube, en particulier les programmes de téléchargement sur YouTube, a gagné le plus de popularité[réf. nécessaire] parmi les utilisateurs.

## Caractéristiques
La section YouTube comprend les outils pour télécharger les vidéos au format et la qualité choisie pour les lire sur PC, iPod, PSP, iPhone ou BlackBerry, pour graver les vidéos sur DVD, et pour publier les vidéos sur YouTube et Facebook.
La section MP3 & Audio comprend les applications pour convertir des fichiers en d'autres formats y compris le flash pour les publier sur Internet, celles pour extraire l'audio des fichiers vidéo et des disques, une pour éditer les fichiers audio et une pour les graver sur disques.
La section CD-DVD-BD contient les applications pour graver des dossier et des fichiers musicaux et vidéos sur des disques et pour convertir des vidéos au format DVD et vice versa.
La section DVD & Vidéo contient les applications pour convertir les vidéos en différents formats et pour les convertir en flash ou en HTML 5 pour les publier sur un site Web. L'application pour le HTML 5 permet également de lire les vidéos de ce format. Une nouvelle application permet d'enregistrer l'audio et la vidéo des conversations sur Skype
La section Photo & Images contient les applications de conversion de fichiers d'images, de redimensionnement, d'extraction d'images à partir de vidéos, d'enregistrements de vidéos de l'activité de l'écran et de prise de capture d'écran.
La section Mobiles contient les applications pour convertir les vidéos pour les lires sur différents appareils (BlackBerry, HTC, mobiles LG, Sony Ericsson, Nintendo, Xbox, mobiles Motorola, etc.).
La section Dispositifs Apple contient les applications pour convertir les vidéos pour les lire sur IPod, IPhone, IPad et Apple TV.
La section 3D contient les applications pour créer des vidéos et des photos 3D à partir de deux fichiers identiques mais pris d'un décalage de quelques centimètres.

## Free YouTube to MP3 Converter
Free YouTube to MP3 Converter est un shareware développé par DVDVideoSoft.  Il est programmé en C++, et utilise .NET Framework pour son interface utilisateur. C'est un logiciel créé pour télécharger une vidéo YouTube et en extraire le son au format MP3. Free YouTube to MP3 Converter est disponible directement dans Free Studio et en téléchargement séparé. Le programme extrait l'audio de vidéos, de playlists et de chaînes YouTube. Il peut également télécharger les vidéos en provenance de Vevo, mais ne permet en revanche pas le téléchargement de vidéos payantes. Les fonctionnalités proposées sont : téléchargement de plusieurs fichiers en même temps, noms des fichiers de sortie personnalisés, découpage de mp3, édition automatique de l'ID3 Tag du fichier MP3 ainsi que de l'illustration. Le développeur du logiciel propose une barre d'outils et un moteur de recherche à l'installation. Ces options se présentent sous forme de case à cocher que l'utilisateur peut refuser s'il le souhaite. Ces cases sont cependant cochées par défaut.